# Kroatische berghagedis
De Kroatische berghagedis (Iberolacerta horvathi) is een hagedis uit de familie echte hagedissen (Lacertidae).

## Naam en indeling
De wetenschappelijke naam van de soort werd voor het eerst voorgesteld door Lajos Méhely in 1904. Oorspronkelijk werd de naam Lacerta horvathi gebruikt. De hagedis werd lange tijd tot de halsbandhagedissen (Lacerta) gerekend.

## Uiterlijke kenmerken
De Kroatische berghagedis bereikt een totale lichaamslengte is tot ongeveer 18 centimeter inclusief de lange staart. De soort blijft hiermee kleiner dan verwante hagedissen. De lichaamskleur is bruin, met donkere flanken en een opvallend lichte beige rug, met in het midden een oranje of bruine streep. Het lichtere middengedeelte van de rug wordt geaccentueerd door de zaagtand-achtige overgang naar de flanken. De hagedis heeft een kleine, korte maar spitse kop en een bruin-grijs gebandeerde staart die naar verhouding lang en dun is. Volwassen exemplaren doen sterk denken aan de muurhagedis (Podarcis muralis). De juvenielen lijken al erg op de ouders, maar hebben kleine witte vlekken op de flanken en een duidelijker gebandeerde staart.

## Levenswijze

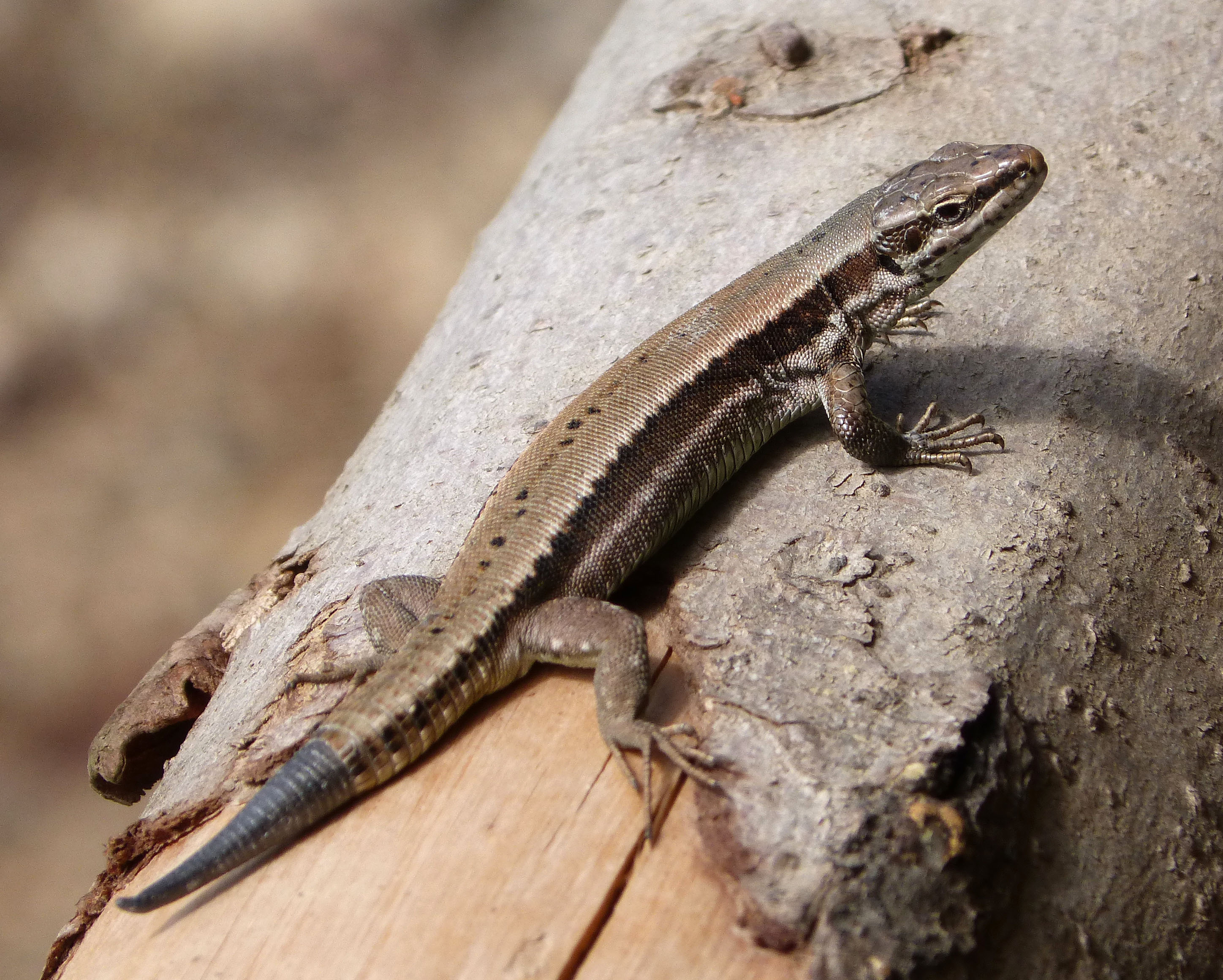
Exemplaar met een afgeworpen en weer aangroeiende staart.

De Kroatische berghagedis is overdag actief en is een bodembewoner die veel klimt over stenen en rotsen, 's nachts wordt geschuild in spleten en holen. Het voedsel bestaat uit insecten en andere kleine ongewervelden. Net als andere echte hagedissen is de soort eierleggend, de eieren worden afgezet in de grond.

## Verspreiding en habitat
De Kroatische berghagedis komt voor aan de noordoostkust van de Adriatische Zee, in noordelijk Italië, zuidelijk Oostenrijk, noordwestelijk Slovenië en Kroatië. Lange tijd werd verondersteld dat de soort ook in Duitsland voorkwam maar dit bleek later onjuist.
De hagedis is een typische bewoner van bergstreken en komt pas voor vanaf een hoogte van 370 meter boven zeeniveau in Slovenië. In Italië is de soort gevonden op een hoogte van 2000 meter boven zeeniveau. De habitat bestaat uit open terreinen met kliffen en rotsen, ook in open delen van berkenbossen en andere loofbossen is de soort gevonden.
Omdat de hagedis een klein verspreidingsgebied heeft van ongeveer 2000 vierkante kilometer, wordt de soort beschouwd als een kwetsbare soort. Veel populaties zijn daarnaast geïsoleerd. Door de internationale natuurbeschermingsorganisatie IUCN is de beschermingsstatus 'gevoelig' toegewezen (Near Threatened of NT).